# Laz-Șoimuș, Harghita
Laz-Șoimuș (în maghiară Solymosiláz) este un sat în comuna Avrămești din județul Harghita, Transilvania, România.

 Acest articol despre o localitate din județul Harghita este deocamdată un ciot. Puteți ajuta Wikipedia prin completarea lui.